# Папенхузен
Папенхузен (њем. Papenhusen) општина је у њемачкој савезној држави Мекленбург-Западна Померанија. Једно је од 91 општинског средишта округа Нордвестмекленбург. Према процјени из 2010. у општини је живјело 333 становника. Посједује регионалну шифру (AGS) 13058076.

## Географски и демографски подаци
Папенхузен се налази у савезној држави Мекленбург-Западна Померанија у округу Нордвестмекленбург. Општина се налази на надморској висини од 16 метара. Површина општине износи 13,8 km². У самом мјесту је, према процјени из 2010. године, живјело 333 становника. Просјечна густина становништва износи 24 становника/km².